# Olimpiada szachowa 1956
Olimpiada szachowa 1956 rozegrana została w Moskwie w dniach 31 sierpnia - 15 września 1956 r.

## 12. olimpiada szachowa mężczyzn
Wyniki końcowe finałów A i B (34 drużyny, eliminacje w czterech grupach + trzy finały, system kołowy).
| Miejsce           | Kraj           | Punkty |
| ----------------- | -------------- | ------ |
| Finał A (11 rund) |                |        |
| 1                 | ZSRR           | 31     |
| 2                 | Jugosławia     | 26½    |
| 3                 | Węgry          | 26½    |
| 4                 | Argentyna      | 23     |
| 5                 | RFN            | 22     |
| 6                 | Bułgaria       | 22     |
| 7                 | Czechosłowacja | 20½    |
| 8                 | Anglia         | 20     |
| 9                 | Szwajcaria     | 19     |
| 10                | Dania          | 19     |
| 11                | Rumunia        | 19     |
| 12                | Izrael         | 15½    |

| Miejsce           | Kraj      | Punkty |
| ----------------- | --------- | ------ |
| Finał B (11 rund) |           |        |
| 13                | Austria   | 28     |
| 14                | Islandia  | 27     |
| 15                | Szwecja   | 26½    |
| 16                | Belgia    | 23½    |
| 17                | Finlandia | 22½    |
| 18                | Kolumbia  | 21     |
| 19                | Holandia  | 21     |
| 20                | NRD       | 20½    |
| 21                | Francja   | 19½    |
| 22                | Chile     | 19     |
| 23                | Polska    | 19     |
| 24                | Norwegia  | 16½    |

| Miejsce | Medaliści + skład reprezentacji Polski                                                                        |
| ------- | --- |
| 1       | Michaił Botwinnik, Wasilij Smysłow, Paul Keres, Dawid Bronstein, Mark Tajmanow, Jefim Geller                  |
| 2       | Svetozar Gligorić, Aleksandar Matanović, Borislav Ivkov, Nikoła Karaklajić, Borislav Milić, Božidar Đurašević |
| 3       | László Szabó, Gedeon Barcza, Pál Benkő, György Szilágyi, Miklós Bély, Lajos Portisch                          |
|         | Bogdan Śliwa, Kazimierz Plater, Roman Dworzyński, Józef Gromek, Gedali Szapiro, Wiktor Balcarek               |